# Henri Rougier

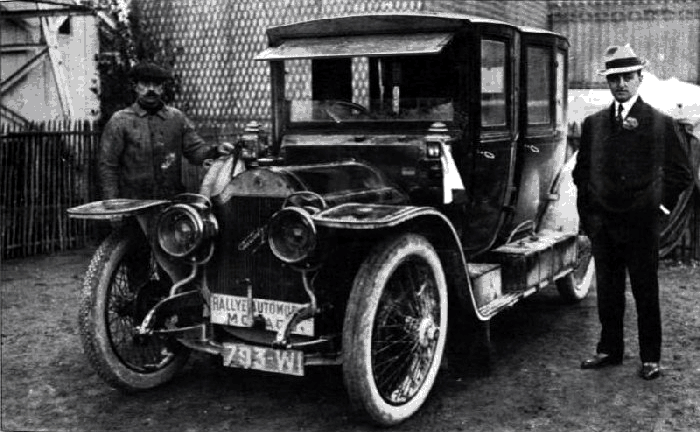
Henri Rougier e seu mecânico ao lado do Turcat-Méry vencedor do primeiro Rali de Monte Carlo, em 1911.

Henri Louis Rougier Marselha, 28 de outubro de 1876 — Marselha, julho de 1956) foi um esportista, ciclista e pioneiro da aviação francês.
Conhecido e lembrado por sua vitória no primeiro Rali de Monte Carlo em 1911, dirigindo o seu Turcat-Méry de Paris a Monte Carlo, assíduo competidor em provas automobilísticas.

## Sumário
Entre 1903 e 1911, Rougier participou com relativo sucesso e alguns recordes em várias competições automobilísticas na Europa, com destaque especial ao fato de ter vencido o primeiro Rali de Monte Carlo em 1911.
Entre 1909 e 1910, Rougier foi um competidor bem sucedido em shows e competições aéreas por toda a Europa, e devido a isso, ele recebeu o brevê Nº 11 com data retroativa de 18 de novembro de 1909 do Aéro-Club de France.
Rougier foi um empreendedor de sucesso, possuindo uma agência dos carros Turcat-Méry em Paris, e usando seu sucesso nas corridas para angariar publicidade. Depois da Primeira Guerra Mundial, ele fabricou um pequeno número de carros baseados no chassi do Turcat-Méry mas com melhoramentos mecânicos e de acabamento.

## No automobilismo

### Corridas

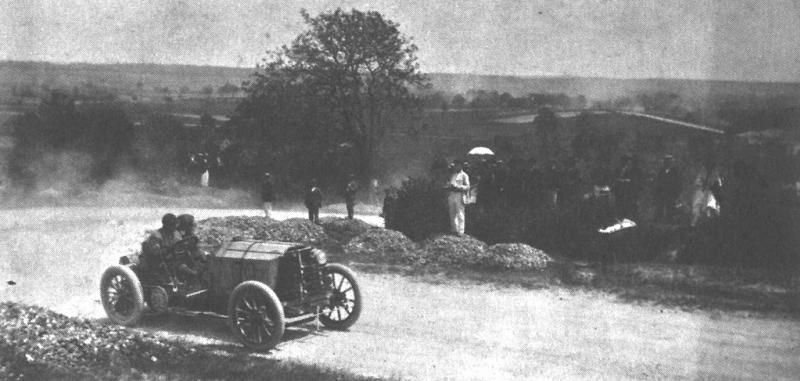
Henri Rougier dirigindo seu Turcat-Méry de 45 hp que terminou em 11º na geral e 9º na categoria de carros pesados da corrida Paris-Madrid de 1903.

Esses são alguns dos resultados obtidos por Henri Rougier no automobilismo:
- Em maio de 1903, ele terminou em 11º na categoria geral e 9º na categoria de carros pesados da corrida Paris-Madrid dirigindo um Turcat-Méry de 45 hp.
- Em 17 de junho de 1904, ele participou da Copa Gordon Bennett corrida na Alemanha também dirigindo um Turcat-Méry de 45 hp, chegando em 3º lugar, levando 6 horas 46 minutos e 31 segundos para percorrer os 564 km.[7][8][9]
- Em 1905, ele competiu no Circuit des Ardennes em Bastogne, e com o seu Lorraine-Dietrich estabeleceu a volta mais rápida com 110,26 km/h.[10][11]
- Em 1906, ele terminou em 3º lugar no Circuit des Ardennes em Bastogne, dirigindo um Lorraine-Dietrich, com o tempo de 5 horas, 50 minutos e 11 segundos. No primeiro Grande Prêmio da França, ele não se classificou, chegando mais de uma volta depois do vencedor.[10]
- Em 1907, ele competiu no Grande Prêmio da França em Dieppe, dirigindo um Lorraine-Dietrich mas se retirou na quinta volta.[10]
- Em 19 de maio de 1908, ele competiu na corrida São Petersburgo-Moscou, dirigindo um Lorraine-Dietrich mas se retirou logo no início da prova.[12]
- Em 1908, no Grande Prêmio da França em Dieppe, ele se retirou na primeira vola com problemas no magneto do seu Lorraine-Dietrich.[10]
- Em 1923, ele competiu no Grande Prêmio da França em Tours, dirigindo um "Voisin Laboratoire", mas se retirou depois de 19 voltas. No Grande Prêmio da Itália do mesmo ano em Monza, ele se retirou depois de 28 voltas.

### Rali de Monte Carlo
Em 1909, o Automobile Club de Monaco (Sport Automobile Velocipedique Monegasque) iniciou o planejamento de um rali de automóveis sob o comando de Alberto I, Príncipe de Mônaco. O Rali de Monte Carlo deveria começar em vários pontos da Europa e convergir para Monte Carlo. Em janeiro de 1911, 23 carros partiram de 11 locais diferentes, e Rougier estava entre os nove que deixaram Paris para cobrir a distância de 1.020 km do percurso. O evento foi vencido por Henri Rougier pilotando um Turcat-Méry de 25 hp. O rali abrangia não somente a pilotagem mas também a "elegância", conforto do passageiro e condições na chegada do carro, usando critérios e julgamento arbitrários. Apesar dos protestos quando os resultados foram publicados, nada mudaram, e Rougier foi proclamado o primeiro vencedor.

### Fabricação de motores

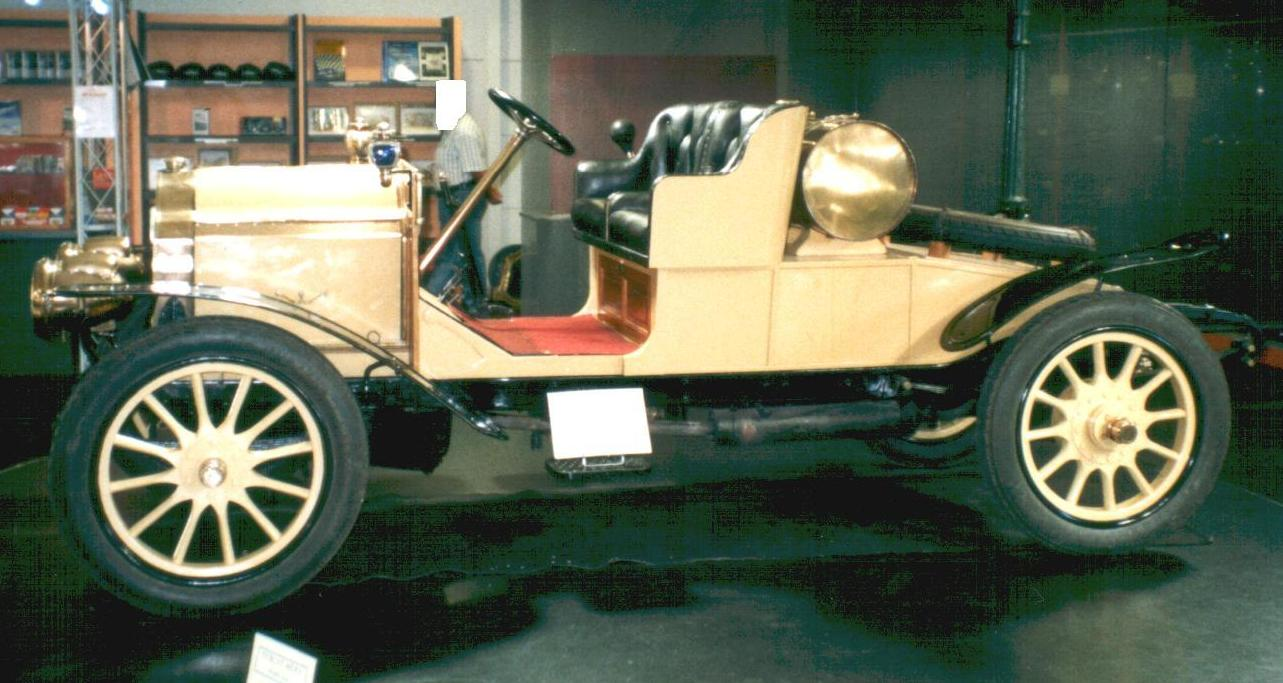
Um Turcat-Méry de 1906.

O negócio de fabricação dos motores Turcat-Méry teve início em 1895 quando Alphonse Méry de Marselha comprou um Panhard-Levassor e um Peugeot. Seu irmão mais novo, Simon Méry e seu cunhado, Léon Turcat, ambos engenheiros, decidiram melhorar ambos os modelos com seu próprio projeto: um carro de quatro cilindros, 2,6 litros, cinco marchas, ignição eletrônica, radiadores em cada extremidade do motor e duas marcha à ré. Em 1899, quando o carro estava pronto para as vendas eles fundaram a Turcat-Méry & Cie.
Em seguida eles estabeleceram uma parceria com o Barão Adrien de Turckheim da família De Dietrich e da companhia Lorraine-Dietrich, que produzia carros com o slogan: "O carro do especialista". Rougier tornou-se o representante e divulgador da Turcat-Méry e da Lorraine-Dietrich em Paris. A associação com a Lorraine-Dietrich durou até o início da Primeira Guerra Mundial em 1914. A Turcat-Méry encerrou a produção em 1928.
Depois da Primeira Guerra Mundial, Rougier adquiriu um certo número de chassis Turcat-Méry fabricados em 1913/14, e os reformou melhorando os motores e instalando freios nas quatro rodas usando os freios à tambor projetados por Henri Perrot.
As carrocerias desses chassis foram estilizadas por fabricantes de carruagem, como Million Guillet de Paris. Esses modelos exclusivos foram identificados e registrados como modelos Rougier.

## Na aviação

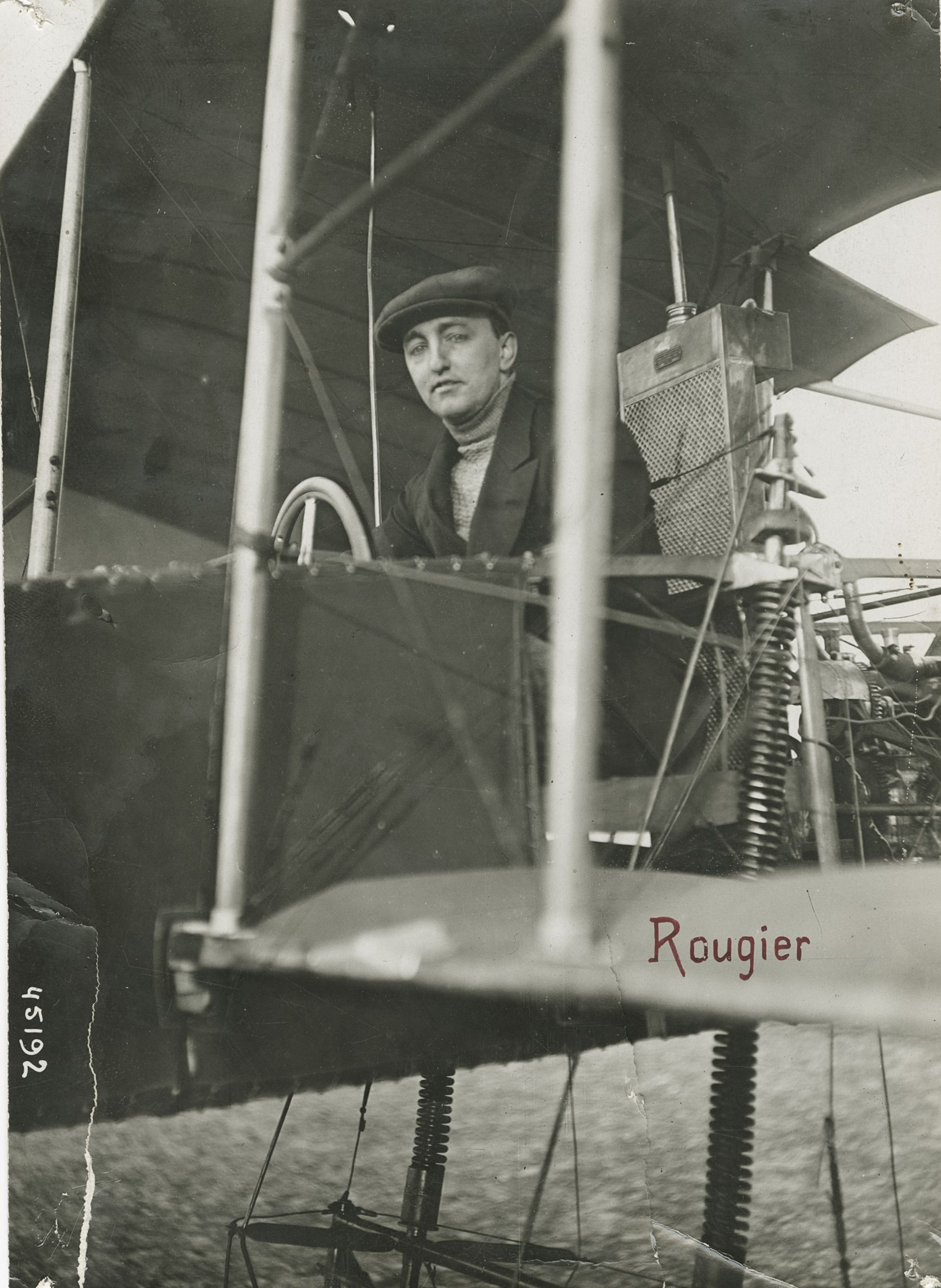
Henri Rougier 1910

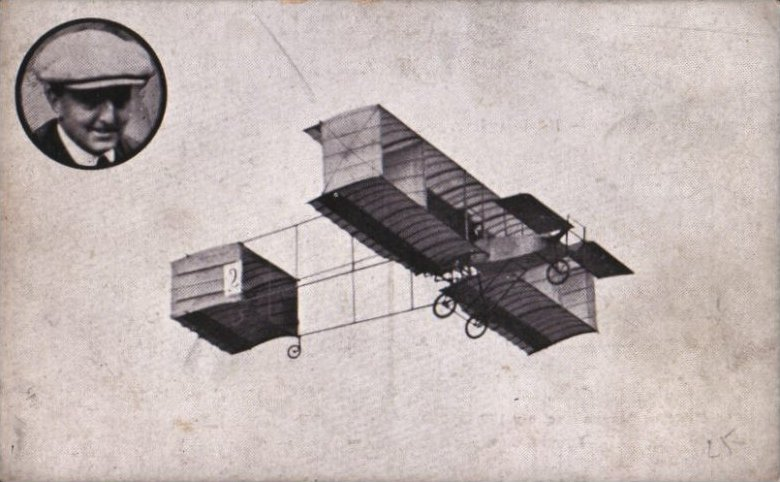
Henri Rougier no seu biplano Voisin com motor Gnôme Oméga no encontro de aviação na Antuérpia de 1909.

Em 1909, Rougier aprendeu a voar num avião Voisin equipado com um motor Gnome Omega. Em setembro de 1909, ele venceu os prêmios de distância e altitude em voo no Grande Prêmio de Berlin, enquanto seu companheiro de equipe Hubert Latham venceu o prêmio de velocidade. Este foi o primeiro torneio de aviação na Alemanha, tendo sido motivado pelo entusiasmo do público em relação aos voos de demonstração de Orville Wright em Templehoff and Potsdam ocorridos no mês anterior.
Várias outras realizações em voo se sucederam no final de 1909 e no início de 1910. Por essas realizações, Rougier obteve o seu brevê Nº 11 mais tarde, com data retroativa de 18 de novembro de 1909.

### Voos de resistência
Numa época em que voos de resistência eram considerados de alto risco e atraiam grande publicidade, as realizações de Rougier foram incluídas nas tabelas da revista Flight International.
- 12 de setembro de 1909: biplano Voisin: Bréscia: 1 hora e 9 minutos
- 28 de setembro de 1909: biplano Voisin: aeroporto de Johannisthal: 1 hora e 20 minutos
- 29 de setembro de 1909: biplano Voisin: aeroporto de Johannisthal: 1 hora e 37 minutos
- 28 de outubro de 1909: biplano Voisin: Antuérpia: 1 hora e 3 minutos
- 6 de fevereiro de 1910: biplano Voisin: Cairo: 65 km
- 11 de fevereiro de 1910: biplano Voisin: Cairo: 48 km

### Fabricação de aviões
Em 1910, Rougier tornou-se parceiro de Antoine Odier e Raoul Vendôme na companhia de aviões Odier-Vendôme, construindo o biplano Odier-Vendôme. Rougier efetuou voos com esse modelo em locais como: Issy-les-Moulineaux na França e Terni e Ghedi na Itália.
Pode ter acontecido uma tentativa independente de Rougier de construir um "biplano Rougier", no entanto só existe uma foto, difícil de identificar que pode estar simplesmente exibindo um modelo Voisin que Rougier adquiriu.

## Morte e honrarias
Depois de se retirar dos negócios, Rougier viveu em  La Valette-du-Var, perto de Toulon. Em julho de 1956 ele morreu devido a uma falha no coração.
Henri Rougier recebeu as comendas de: Legião de Honra; a Croix de guerre e também a Médaille de l'Aéronautique.